# Pierre Engvall
Pierre Engvall (né le 31 mai 1996 à Ljungby en Suède) est un joueur professionnel suédois de hockey sur glace. Il évolue au poste d'ailier.

## Biographie

### Carrière en club
Formé au IF Troja-Ljungby, il poursuit son apprentissage au Frölunda HC. Il débute dans l'Elitserien en 2014. Lors du repêchage d'entrée dans la LNH 2014, il est choisi au septième tour, à la cent-quatre-vingt-huitième position au total par les Maple Leafs de Toronto. Il remporte la Coupe Calder 2018 avec les Marlies de Toronto, club ferme de Maple Leafs dans la Ligue américaine de hockey. Le 19 novembre 2019, il joue son premier match dans la Ligue nationale de hockey avec les Maple Leafs chez les Golden Knights de Vegas. Il marque son premier but le 21 novembre 2019 chez les Coyotes de l'Arizona.
Le 28 février 2023, Engvall est échangé aux Islanders de New York en retour d'un choix de troisième tour lors du repêchage d'entrée dans la LNH 2024.

### Carrière internationale
Il représente la Suède en sélections jeunes.

## Statistiques
| Saison     | Équipe                 | Ligue       |     | Saison régulière | Saison régulière | Saison régulière | Saison régulière | Saison régulière |   | Séries éliminatoires | Séries éliminatoires | Séries éliminatoires | Séries éliminatoires | Séries éliminatoires |
| Saison     | Équipe                 | Ligue       | PJ  | B                | A                | Pts              | Pun              | PJ               | B | A                    | Pts                  | Pun                  |                      |                      |
| 2013-2014  | IF Troja-Ljungby       | Allsvenskan | 1   | 0                | 0                | 0                | 0                | -                | - | -                    | -                    | -                    |                      |                      |
| 2014-2015  | Frölunda HC            | Elitserien  | 2   | 0                | 0                | 0                | 0                | -                | - | -                    | -                    | -                    |                      |                      |
| 2014-2015  | IK Oskarshamn          | Allsvenskan | 10  | 0                | 0                | 0                | 0                | -                | - | -                    | -                    | -                    |                      |                      |
| 2015-2016  | Mora IK                | Allsvenskan | 50  | 12               | 12               | 24               | 12               | 5                | 1 | 0                    | 1                    | 2                    |                      |                      |
| 2016-2017  | Mora IK                | Allsvenskan | 50  | 21               | 19               | 40               | 20               | 9                | 5 | 5                    | 10                   | 6                    |                      |                      |
| 2016-2017  | Marlies de Toronto     | LAH         | -   | -                | -                | -                | -                | 1                | 0 | 0                    | 0                    | 0                    |                      |                      |
| 2017-2018  | HV 71                  | SHL         | 31  | 7                | 13               | 20               | 12               | 2                | 1 | 0                    | 1                    | 0                    |                      |                      |
| 2017-2018  | Marlies de Toronto     | LAH         | 9   | 4                | 4                | 8                | 2                | 20               | 3 | 5                    | 8                    | 4                    |                      |                      |
| 2018-2019  | Marlies de Toronto     | LAH         | 70  | 19               | 13               | 32               | 57               | 13               | 1 | 6                    | 7                    | 2                    |                      |                      |
| 2019-2020  | Marlies de Toronto     | LAH         | 15  | 7                | 9                | 16               | 6                | -                | - | -                    | -                    | -                    |                      |                      |
| 2019-2020  | Maple Leafs de Toronto | LNH         | 48  | 8                | 7                | 15               | 6                | 4                | 0 | 0                    | 0                    | 0                    |                      |                      |
| 2020-2021  | Maple Leafs de Toronto | LNH         | 42  | 7                | 5                | 12               | 16               | 6                | 0 | 1                    | 1                    | 12                   |                      |                      |
| 2021-2022  | Maple Leafs de Toronto | LNH         | 78  | 15               | 20               | 35               | 30               | 7                | 0 | 3                    | 3                    | 14                   |                      |                      |
| 2022-2023  | Maple Leafs de Toronto | LNH         | 58  | 12               | 9                | 21               | 25               | -                | - | -                    | -                    | -                    |                      |                      |
| 2022-2023  | Islanders de New York  | LNH         | 18  | 5                | 4                | 9                | 6                | 6                | 1 | 1                    | 2                    | 0                    |                      |                      |
| 2023-2024  | Islanders de New York  | LNH         | 74  | 10               | 18               | 28               | 18               | 5                | 1 | 1                    | 2                    | 0                    |                      |                      |
| Totaux LNH | Totaux LNH             | Totaux LNH  | 318 | 57               | 63               | 120              | 101              | 28               | 2 | 6                    | 8                    | 26                   |                      |                      |